# Harmachis
Harmachis is een Egyptische god, de verschijning van de valkengod Horus.

## Naam
De Egyptische god wordt in het Egyptisch Hor-em-achet of Hor-em-Akhet genoemd, wat betekent: "Horus van de horizon". In het Grieks wordt de god Harmachis genoemd.

## Mythologische rol
Hij is specifiek verbonden met de Sfinx in Gizeh en verscheen voor een prins, de latere farao Thoetmosis IV in een droom waarbij hij deze opdroeg om hem uit te graven, waardoor hij later farao zou worden. In de 18e dynastie zou zijn cultus erg populair worden en ervoor zorgen dat zijn tempel in Gizeh werd uitgebreid.